# 20th Anniversary BEST 花鳥風月
『20th Anniversary BEST 花鳥風月』は日本のポップ・ロックバンドMONKEY MAJIKが、2021年1月20日に発売したベストアルバム。

## 概要
- MONKEY MAJIK結成20周年を記念してリリースされたベストアルバム。
- 特設サイトにて実施されたファン投票によって、収録曲が決められた。
- CD4枚組で、CD初収録となる「Eden」、新曲の「gift」「Believe」を含めた計70曲を収録。収録曲は、年代ごとに「花」・「鳥」・「風」・「月」の4つに区切られている。
- MONKEY MAJIK 成人式芋煮会の映像を収録した限定盤（CD+Blu-Ray、CD+DVD）、通常盤（CDのみ）の3形態で発売。

## 収録曲

### 花 (2000-2005)
1. tired
  - タワーレコード仙台店限定ミニアルバム『TIRED』収録曲。
2. wait
  - タワーレコード仙台店限定ミニアルバム『TIRED』,1stフルアルバム『SPADE』収録曲。
3. フミダスチカラ
  - タワーレコード仙台店限定ミニアルバム『TIRED』,1stフルアルバム『SPADE』収録曲。
4. 5.30
  - 1stフルアルバム『SPADE』収録曲。
5. i like pop
  - 1stフルアルバム『SPADE』収録曲。
6. すぐちかく
  - 1stフルアルバム『SPADE』収録曲。
7. 靴の音
  - 1stフルアルバム『SPADE』収録曲。
8. Lily
  - 1stミニアルバム『Lily』収録曲。
9. Alright
  - 1stミニアルバム『Lily』収録曲。
10. Tonight
  - 1stミニアルバム『Lily』収録曲。
11. 星一粒
  - 1stミニアルバム『Lily』収録曲。
12. Get started
  - 2ndミニアルバム『GET STARTED』収録曲。
13. ガリレオ
  - 2ndミニアルバム『GET STARTED』収録曲。
14. One moment
  - 2ndフルアルバム『eastview』収録曲。
15. Livin' in the sun
  - 2ndフルアルバム『eastview』収録曲。
16. All my life
  - 通販限定CD『PREMIUM BOX』,2ndフルアルバム『eastview』収録曲。本曲は「eastview」収録版。
17. カモメ
  - 2ndフルアルバム『eastview』収録曲。
18. カンパイ
  - 2ndフルアルバム『eastview』収録曲。

### 鳥 (2006-2010)
1. fly
  - 1stシングル『fly』収録曲。
2. Around The World
  - 2ndシングル『Around The World』収録曲。
3. turn
  - 3rdフルアルバム『thank you.』収録曲。
4. フタリ
  - 3rdシングル『フタリ』収録曲。
5. Picture Perfect / Monkey Majik + m-flo
  - 4thシングル『Picture Perfect』収録曲。
6. Change / Monkey Majik + 吉田兄弟
  - 6thシングル『Change』収録曲。
7. 空はまるで
  - 4thフルアルバム『空はまるで』収録曲。
8. 光朝
  - 4thフルアルバム『空はまるで』収録曲。
9. Together
  - 8thシングル『Together/あかり/Fall Back』収録曲。
10. あかり
  - 8thシングル『Together/あかり/Fall Back』収録曲。
11. ただ、ありがとう
  - 10thシングル『ただ、ありがとう』
12. アイシテル
  - 11thシングル『アイシテル』
13. 虹色の魚
  - 12thシングル『虹色の魚/Open Happiness/MONSTER』収録曲。
14. Open Happiness
  - 12thシングル『虹色の魚/Open Happiness/MONSTER』収録曲。
15. SAKURA
  - 13thシングル『SAKURA』収録曲。
16. FOREVER
  - ベストアルバム『MONKEY MAJIK BEST 〜10 Years & Forever〜』収録曲。
17. 大丈夫
  - ベストアルバム『MONKEY MAJIK BEST 10 Years & Forever』収録曲。
18. Sunshine
  - EP『ぬらりひょんの孫オープニングテーマEP』,6thアルバム『westview』収録曲。

### 風 (2011-2015)
1. 魔法の言葉
  - 6thアルバム『westview』収録曲。
2. 夢の世界
  - 6thアルバム『westview』収録曲。
3. Safari
  - 6thアルバム『westview』収録曲。
4. 木を植えた男
  - 配信限定シングル『木を植えた男』収録曲。
5. Headlight
  - 15thシングル『Headlight』収録曲。
6. HERO
  - 16thシングル『HERO』収録曲。
7. 足跡
  - 7thアルバム『Somewhere Out There』収録曲。
8. A Christmas Song / Monkey Majik + 小田和正
  - 17thシングル『A Christmas Song』収録曲。
9. If
  - 18thシングル『If』
10. Story
  - 19thシングル『Story』
11. Alive
  - 8thアルバム『DNA』収録曲。
12. Free to Fly
  - 8thアルバム『DNA』収録曲。
13. すなのしろ
  - 8thアルバム『DNA』収録曲。
14. 夏の情事 / Monkey Majik + 吉田兄弟
  - 20thシングル『夏の情事』収録曲。
15. Beautiful
  - 9thアルバム『Colour by Number』収録曲。
16. Walk with me
  - 9thアルバム『Colour by Number』収録曲。
17. そのまま
  - ベストアルバム『MONKEY MAJIK BEST -A.RI.GA.TO-』収録曲。
  - SMAPに楽曲提供したセルフカバー。

### 月 (2016-2020)
1. Delicious
  - 10thアルバム『southview』収録曲。
2. Plastic Girl
  - 10thアルバム『southview』収録曲。
3. Valentine
  - 10thアルバム『southview』収録曲。
4. The Mistakes I've Made
  - 10thアルバム『southview』収録曲。
5. A.I. am Human
  - 22ndシングル『A.I. am Human』収録曲。
6. Is this love?
  - 23rdシングル『Is this love?』収録曲。
7. Tokyo lights
  - 11thアルバム『enigma』収録曲。
8. ray of lights
  - 11thアルバム『enigma』収録曲。
9. ウマーベラス / MONKEY MAJIK × サンドウィッチマン
  - 配信限定シングル『ウマーベラス』収録曲。
10. クリスマスキャロルの頃には -NORTH FLOW- / MONKEY MAJIK × 稲垣潤一 × GAGLE
  - 配信限定シングル『クリスマスキャロルの頃には -NORTH FLOW-』収録曲。
11. 留学生 / MONKEY MAJIK × 岡崎体育
  - コラボレーションアルバム『COLLABOLATED』収録曲。
12. Bitten By You
  - 配信限定シングル『Bitten By You』収録曲。
13. Golden Road
  - 12thアルバム『northview』収録曲。
14. I Need Your Love
  - 12thアルバム『northview』収録曲。
15. Eden
  - アルバム初収録。
16. gift
  - 2020年12月23日から先行配信された。
  - Amazon 「笑顔を届けようプロジェクト」に向けて書き下ろされた。
  - プレゼントを待っている時の気持ちと、互いの気持ちを織り込んだ曲。
17. Believe / MONKEY MAJIK × 瑛人
  - 2021年1月9日から先行配信された。
  - 「思うように行かなくとも、大切な誰かを思いながら生きていく」と言う思いが込められた曲。

### 初回限定盤映像
1. MONKEY MAJIK 成人式芋煮会